# 260. п. н. е.

## Догађаји
- Битка код Мила на Сицилији крај Мила током Првог пунског рата. Била је то прва права поморска битка између Картагине и Римске републике. У бици побеђују Римљани.